# Judas (Amos Oz)

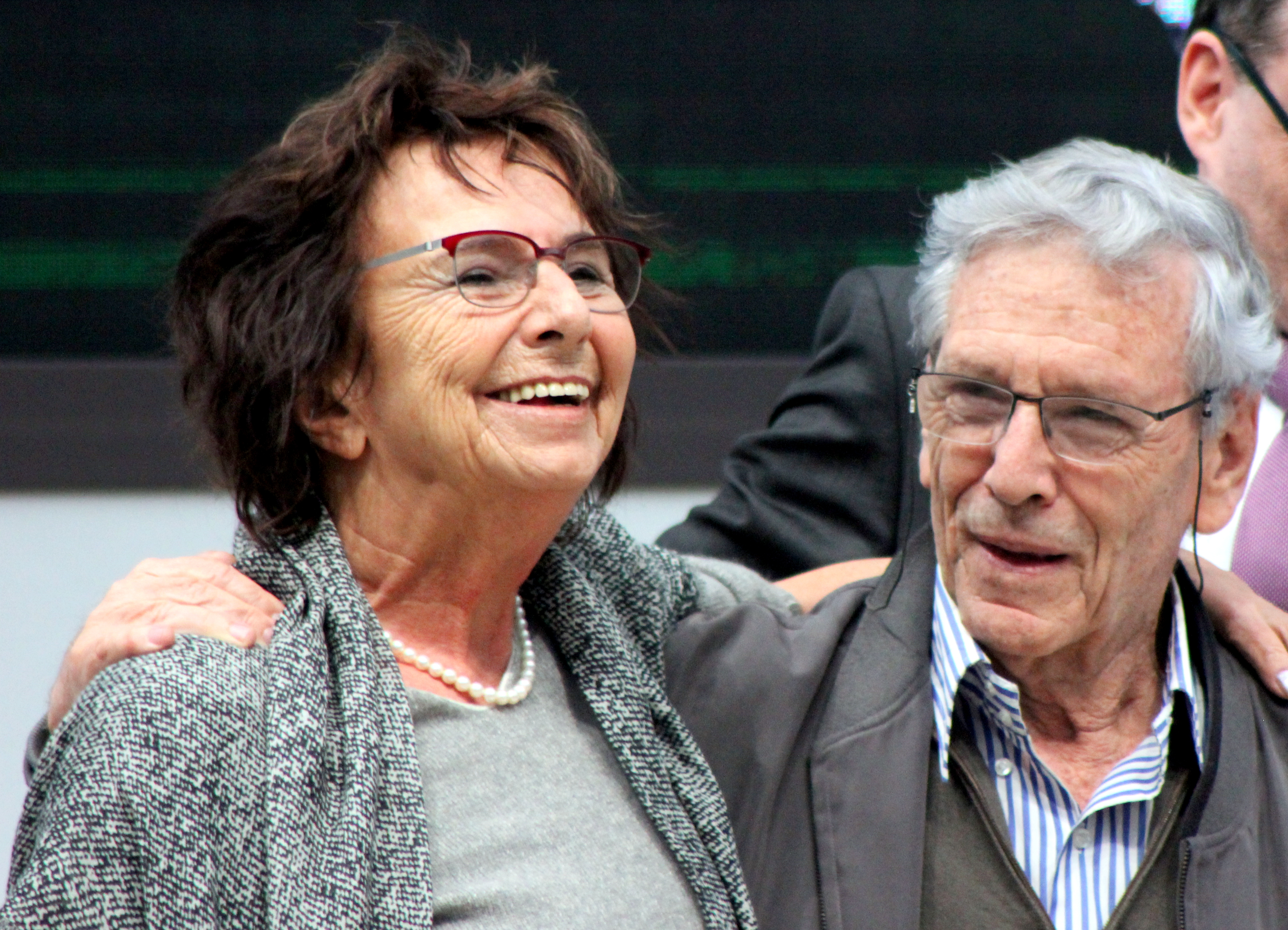
Mirjam Pressler und Amos Oz (2015)

Judas (hebräischer Originaltitel: הבשורה על פי יהודה (Habsora al pi Yehuda), wörtlich übersetzt: „Das Evangelium nach Judas“) ist ein Roman des israelischen Schriftstellers Amos Oz aus dem Jahr 2014. Die deutsche Übersetzung von Mirjam Pressler erschien 2015 im Suhrkamp Verlag und erhielt den Preis der Leipziger Buchmesse.

## Inhalt
Im Winter 1959/1960 gerät der gleichermaßen überschwängliche wie lethargische 25-jährige Schmuel Asch in eine Lebenskrise. Seine Eltern, von denen er sich seit langem entfremdet hat, können sein Studium an der Universität in Jerusalem nicht länger finanzieren. Seine Abschlussarbeit mit dem Titel Jesus in den Augen der Juden gerät ins Stocken. Seine Freundin Jardena hat ihn verlassen, um einen Hydrologen zu heiraten. Und der Arbeitskreis zur sozialistischen Erneuerung, in dem sich der überzeugte Sozialist engagiert, steht vor der Auflösung. Schmuel bricht sein Studium ab und will Jerusalem so schnell wie möglich verlassen. Als er seine wenigen Habseligkeiten zum Verkauf anbietet, stößt er auf eine Annonce mit dem Titel Angebot eines persönlichen Kontakts, in der ein alleinstehender Student gesucht wird, der gegen freie Logis und geringe finanzielle Unterstützung einem behinderten alten Mann einige Stunden am Tag Gesellschaft leistet.

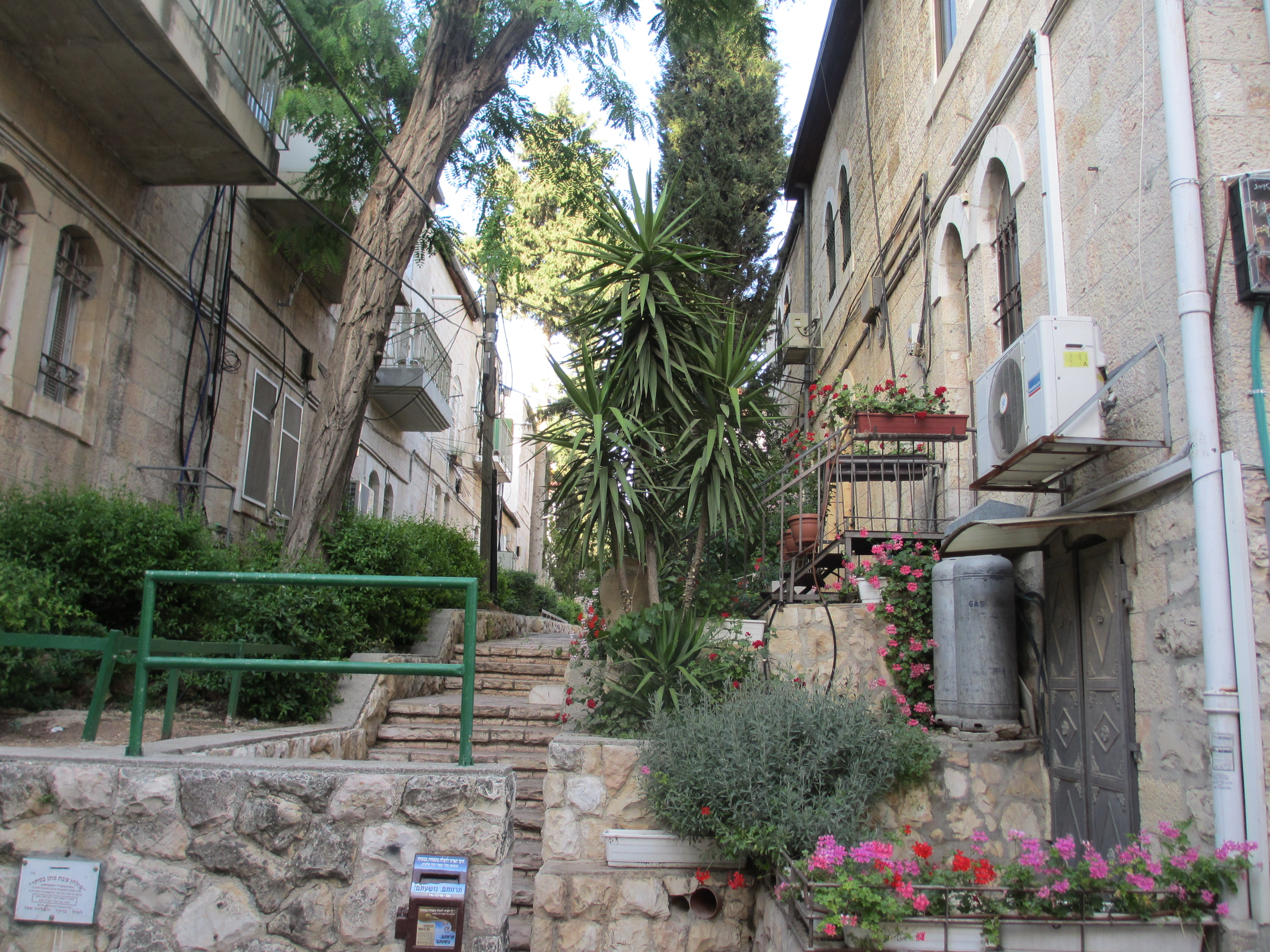
Gasse im Jerusalemer Viertel Sche’arei Chesed

Schmuel Asch meldet sich auf die Anzeige hin in der Rav-Albas-Gasse am Rand des Jerusalemer Viertels Sche’arei Chesed und lernt den 70-jährigen Gerschom Wald kennen, einen kultivierten Mann mit einem Bart wie Albert Einstein, der begeistert redet, doziert und diskutiert, jedoch kaum über Privates spricht. Im Haus lebt auch die 45-jährige Atalja Abrabanel, die in ungeklärter Beziehung zu Wald steht und deren Ausstrahlung und Unnahbarkeit den jungen Schmuel auf Anhieb fasziniert. Dieser nimmt die Anstellung an und leistet von nun an jeden Abend in der Bibliothek des Hauses Gerschom Wald Gesellschaft. Den restlichen Tag schläft er lang in seiner Mansarde, schlendert ziellos durch Jerusalem und bemüht sich, Atalja bei ihren raren Begegnungen näherzukommen. Er findet auch die Zeit, seine Studien über die jüdische Sicht auf Jesus von Nazaret fortzusetzen. Sein besonderes Interesse gilt der Person des Judas Ischariot, dessen vermeintlicher Verrat bis in die Gegenwart wirkt und das Verhältnis zwischen Christen und Juden bestimmt. Schmuel fragt sich, ob es nicht gerade Judas’ Loyalität war, die zum Verrat an seinem Lehrmeister führte.
Als Gerschom Wald erkrankt, betritt Schmuel Asch zum ersten Mal dessen Privatgemächer. Er erfährt die Geschichte von Walds Sohn Micha, der mit Atalja Abrabanel verheiratet war und 1948 im israelischen Unabhängigkeitskrieg brutal getötet wurde. Bis heute gibt sich Wald die Schuld am Tod des Sohnes, da seine eigenen zionistischen Reden diesen überhaupt erst für die Kriegsteilnahme begeistert hätten. Walds intellektueller Widerpart zu jener Zeit war Ataljas Vater Schealtiel Abrabanel, Mitglied der Leitung der Jewish Agency und der Zionistischen Weltorganisation. Abrabanel opponierte im Lauf der Jahre immer heftiger gegen den israelischen Premierminister David Ben-Gurion und trat für eine Aussöhnung im arabisch-israelischen Konflikt ein, wofür er von seinen Landsleuten als „Verräter“ verleumdet wurde. Er lebte die letzten Jahre isoliert und von seiner Tochter gepflegt mit Wald unter einem Dach. Nach Michas Tod herrschte zwischen den beiden Männern mit konträren politischen Ansichten Schweigen. Abrabanel starb als gebrochener Mann, der all seine Arbeiten und Aufzeichnungen vor seinem Tod vernichtete und dessen Rolle in der israelischen Geschichtsschreibung unterschlagen blieb.
Wald warnt Schmuel, sich in seine Schwiegertochter Atalja zu verlieben, wie dies schon viele seiner Vorgänger getan hätten. Doch der junge Mann ist längst für seine zwanzig Jahre ältere Gastgeberin entflammt und geht unregelmäßig mit ihr aus, zumeist unter dem Vorwand einer Tarnung für ihre Arbeit bei einer Detektei. Bei einem dieser nächtlichen Ausflüge verletzt sich Schmuel am Fuß. Atalja verlegt den jungen Mann ins Zimmer ihres Vaters, um ihn dort zu pflegen. Seine Unbeholfenheit rührt sie und mehr aus Mitleid schläft sie mit ihm. Nach seiner Rekonvaleszenz ist beiden bewusst, dass Schmuels Zeit im Haus abgelaufen ist und Atalja einen Nachfolger für ihn einstellen wird. Schmuel verlässt die beiden Menschen, die er zu lieben gelernt hat, und lässt nun auch endgültig Jerusalem hinter sich. Sein Ziel ist eine neu gegründete Stadt in der Nähe des Ramon-Kraters. Dort hofft er, endlich zu finden, was er im Leben sucht.

## Ausgaben
- Amos Oz: Judas. Roman. Aus dem Hebräischen von Mirjam Pressler. Suhrkamp, Berlin 2015, ISBN 978-3-518-42479-7.
- Amos Oz: Judas. Ungekürzte Lesung von Christian Brückner. Parlando, Berlin 2015, ISBN 978-3-941004-67-2.

## Auszeichnungen
- 2015: Internationaler Literaturpreis – Haus der Kulturen der Welt

## Bühnenfassung und Verfilmung
Eine Bühnenfassung von Clemens Bechtel, der auch die Inszenierung besorgte, hatte am 1. März 2017 am Staatstheater Wiesbaden Premiere. Die Rollen übernahmen Maximilian Pulst (Schmuel), Rainer Kühn (Gerschom), Sólveig Anarsdóttir (Atalja) und Benjamin Krämer-Jenster (Abrabanel).
Der Roman diente als Grundlage für den gleichnamigen Film von Dan Wolman.